# Brunn, Ulricehamns kommun
Brunn är en kyrkby i Brunns socken i Ulricehamns kommun i Västergötland. År 1995 klassades Brunn som småort men därefter har inte folkmängden överstigit 50 invånare. Från 2015 avgränsar SCB här åter en småort.